# Астра (компания)
Астра (на италиански: Astra – Anonima Sarda TRAsporti) е италиански производител на транспортна техника със седалище в град Пиаченца.

## История
Компанията е създадена през 1946 г. от Марио Бертуци като производител на тежкотоварни превозни средства и военна техника. През 1960 година е създаден тежкотоварния автомобил BM1 и неговата по-мощна версия – BM2 с 260 конски сили. През 1965 година е построен нова завод с площ от 140 00 m2. От 1986 година компанията става част от Ивеко.

## Галерия
- Астра HD9
- Астра ADT